# Peltigera granulosa
Peltigera granulosa är en lavart som beskrevs av Sérus., Goffinet, Miadl. & Vitik. Peltigera granulosa ingår i släktet Peltigera och familjen Peltigeraceae.   Inga underarter finns listade i Catalogue of Life.